# 刘诗嵘
刘诗嵘（1927年—2020年7月8日），男，北京人，中国歌剧理论家、文献翻译家、社会活动家，曾任中央歌剧院副院长，中国音乐家协会理事。